# María Vasco
María Vasco, född den 26 december 1975, är en spansk friidrottare som tävlar i gång.
Vasco första världsmästerskap som senior var VM 1995 i Göteborg där hon slutade på en 26:e plats på 10 km gång.
Hon deltog även vid VM 1999 i Sevilla då på 20 km gång och slutade där på en tionde plats. En stor framgång blev Olympiska sommarspelen 2000 i Sydney där hon blev bronsmedaljör på tiden 1:30.23. Vid VM i Edmonton 2001 slutade hon på en femte plats på 20 km gång. 
Hon deltog även vid Olympiska sommarspelen 2004 där hon slutade på en sjunde plats. Vid VM i Helsingfors 2005 blev hon fyra på tiden 1:28.51. En placering bättre blev det vid VM 2007 där hon slutade på bronsplats på tiden 1:30.47.
Hennes tredje olympiska start var Olympiska sommarspelen 2008 där hon slutade på en femte plats på tiden 1:27.25 vilket även var nytt personligt rekord.